# Lieserl Marić
Lieserl Marić (auch Lieserl Einstein; * Januar 1902 in Novi Sad, Vojvodina, damals Österreich-Ungarn; † unbekannt) war das erste Kind von Mileva Marić und Albert Einstein. Die Existenz des Kindes wurde erst 1987 bekannt, nach der Veröffentlichung der 1986 entdeckten Briefe Einsteins an seine Freundin und spätere Ehefrau Mileva Marić, in denen das Kind erwähnt und als „Lieserl“ bezeichnet wird. Der tatsächliche Name und das Schicksal des Kindes sind unbekannt.

## Einstein und Marićs Beziehung
Einstein hatte Marić 1896 am Eidgenössischen Polytechnikum in Zürich kennengelernt, wo sie beide die gleichen Vorlesungen besuchten und sich angefreundet hatten. Im Frühjahr 1901 wurde Marić schwanger. Aus der Korrespondenz geht hervor, dass Marić sich ein Mädchen, „ein Lieserl“, Einstein sich dagegen einen Jungen, „ein Hanserl“ wünschte. Ende Mai 1901 erkundigte Einstein sich in einem Brief aus Winterthur erstmals nach dem Kind mit der Frage: „Was macht der Junge?“ Außerdem versprach er Marić eine gemeinsame Zukunft: „Sei nur guten Mutes meine Liebe, und mach dir keine Grillen. Ich verlasse Dich ja nicht und werde schon alles zum guten Ende bringen“. Einstein war nach Abschluss seines Studiums am Polytechnikum ohne feste Anstellung, und seine Eltern missbilligten seine Freundschaft mit Marić.
Marić, im dritten Monat schwanger, wiederholte ihre Diplomprüfung am Polytechnikum, die sie im Vorjahr gleichzeitig mit Einstein abgelegt, aber nicht bestanden hatte, bestand jedoch auch beim zweiten Mal nicht. Ende 1901 reiste sie zu ihren Eltern nach Novi Sad. In einem Brief schrieb ihr Einstein: „… und freu dich auf unser liebes Lieserl, das ich mir im Geheimen (so daß es das Doxerl [Kosename für Marić] nicht merkt), lieber als Hanserl vorstelle“. Ende 1901 wurde Einstein eine feste Anstellung beim Schweizer Patentamt in Bern in Aussicht gestellt. Im Februar 1902 zog er nach Bern und trat im Juni seine Stelle am eidgenössischen Patentamt an.

## Lieserls Geburt
Kurz vor der Geburt des Kindes und in Erwartung der Anstellung in Bern sprach Einstein die Frage an, „wie wir unser Lieserl zu uns nehmen könnten; ich möchte nicht, dass wir es aus der Hand geben müssen.“ Das Kind kam vermutlich im Januar 1902 zur Welt. Die Geburt wurde dem 22-jährigen Einstein von Marićs Vater brieflich mitgeteilt; Marić war nach Komplikationen bei der Geburt zu erschöpft, um selbst zu schreiben. Einstein freute sich über die Geburt des Kindes. „Ist es auch gesund und schreit es schon gehörig?“, erkundigte er sich. „Was hat es denn für Augerl? Wem von uns sieht es mehr ähnlich? […] Ich hab es so lieb & kenns doch gar nicht. […] Kann es schon bald seine Augen nach etwas hinwenden?“ Marić kehrte Ende 1902 in die Schweiz zurück, ohne „Lieserl“.

## Einstein und Marićs Heirat

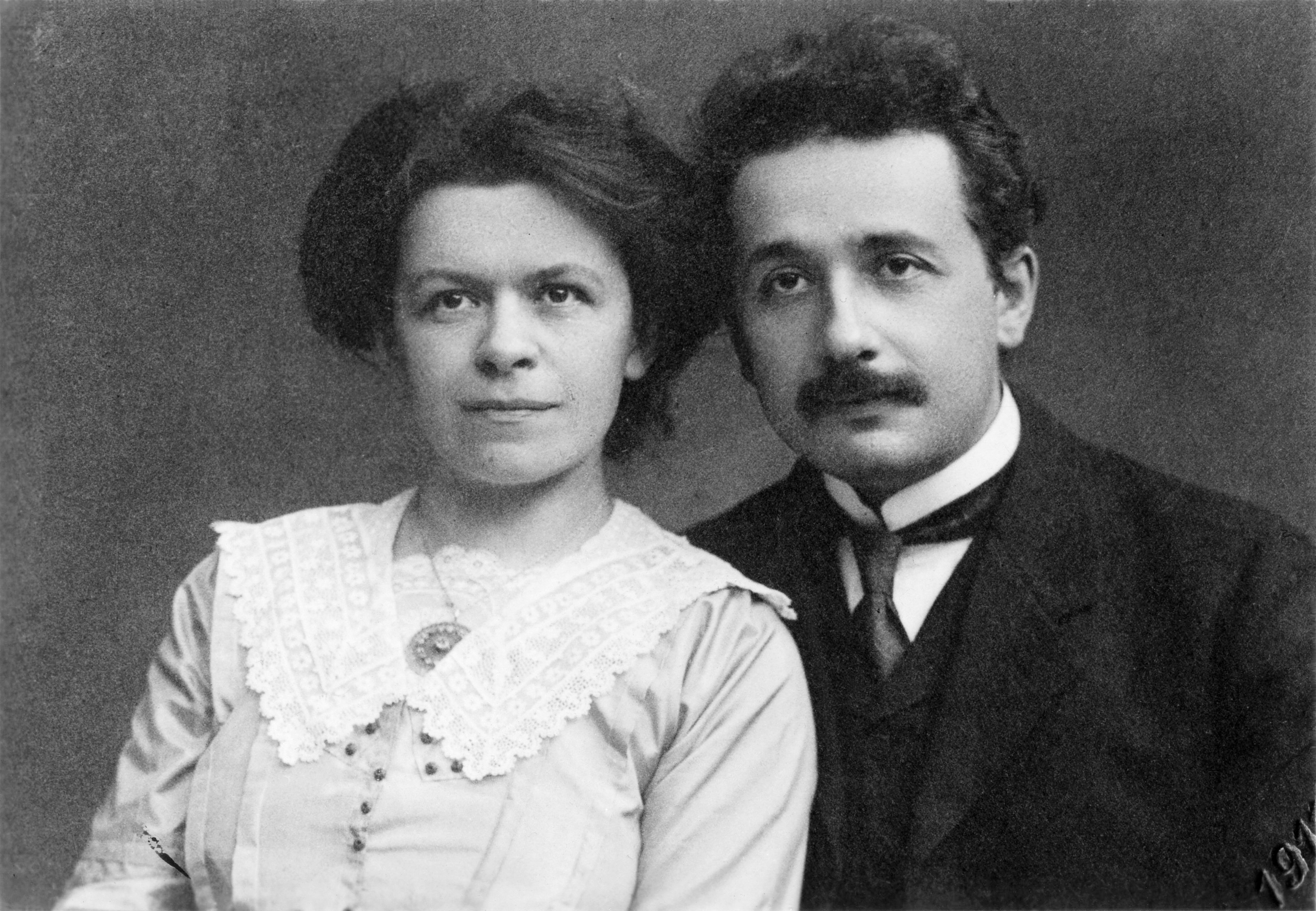
Albert und Mileva Einstein (1912)

Am 6. Januar 1903 heirateten Marić und Einstein auf dem Zivilstandsamt in Bern. Weder aus Einsteins noch aus Marićs Familie waren Hochzeitsgäste anwesend. Nach allem, was bekannt ist, wurde die Existenz des Kindes vor den Schweizer Freunden und Bekannten geheim gehalten.
Im Sommer 1903 dürfte das Ehepaar Einstein beschlossen haben, sich von der Tochter „Lieserl“, von der man annimmt, dass sie in der Vojvodina in der Obhut von Marićs Familie geblieben war, endgültig zu trennen. Die Gründe für diesen Entschluss bleiben letztlich im Dunkeln. Plausibel wäre, dass Einstein seine Position am Patentamt nicht aufs Spiel setzen wollte. Im August 1903 fuhr Marić zu ihren Eltern nach Novi Sad. Aus der Korrespondenz geht hervor, dass das Kind an Scharlach erkrankt war. Im September erkundigte Einstein sich, wie das Kind denn nun eingetragen sei, und mahnte zur Vorsicht, damit der Tochter später keine Nachteile entstünden, was die Annahme nahelegt, dass das Kind zur Adoption freigegeben werden sollte. Marić hatte inzwischen während der Reise entdeckt, dass sie erneut schwanger war, worüber sich Einstein sehr erfreut zeigte. Marićs und Einsteins zweites Kind, Hans Albert wurde 1904 in Bern geboren, ihr zweiter Sohn Eduard 1910 in Zürich; sein erstes Kind – seine einzige Tochter – hat Einstein jedoch, soweit bekannt ist, nie gesehen.

## Lieserls Schicksal nach 1903
Das Kind wird in einem Brief Einsteins vom 19. September 1903 letztmals erwähnt. Allgemein wird angenommen, dass das Kind getauft und zur Adoption freigegeben wurde und 1903 an Scharlach erkrankte. Trotz intensiver Suche sind jedoch weder Eintragungen in Kirchenbüchern noch standesamtliche Akten gefunden worden.
Michele Zackheim vertritt in ihrem 1999 in den USA erschienenen Buch „Einsteins Tochter“ die These, dass „Lieserl“ von Geburt an geistig behindert war, bei Marićs Familie lebte und im September 1903 an den Folgen einer Scharlachinfektion starb. Eine andere Vermutung, die von Robert Schulmann, dem Mitherausgeber des Einstein Papers Projects bevorzugt wird, ist die, dass „Lieserl“ von Marićs Freundin Helene Savić adoptiert worden war und mit der in ihrer Kindheit erblindeten Zorka Savić, die bis in die 1990er Jahre gelebt hat, identisch ist. Helene Savićs Enkel Milan Popović bezweifelt, dass es sich bei Zorka Savić um „Lieserl“ handelt, und vertritt die Ansicht, dass „Lieserl“ Marić im September 1903 starb.